# Original net animation
Original net animation (ONA), znane jako Web anime (jap. Webアニメ) w Japonii – produkcje anime wydawane bezpośrednio przez Internet. Jest to stosunkowo nowa forma dystrybucji animacji i nie została ona jeszcze powszechnie przyjęta, ale coraz większa liczba trailerów i pilotażowych odcinków nowych serii jest dystrybuowana jako ONA. Ten sposób dystrybucji stał się możliwy dzięki zwiększającej się liczbie japońskich stron internetowych udostępniających media strumieniowe.
Nazwa jest zbudowana na tej samej zasadzie co OVA, termin używany od początku lat osiemdziesiątych na określenie animacji przeznaczonych bezpośrednio na rynek video.